# Reazione acido-base
È detta, in chimica, reazione acido-base una reazione chimica in cui non vi è alcuna variazione dagli stati di ossidazione degli elementi dei reagenti a quelli dei prodotti. 

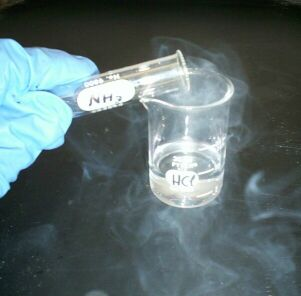
Un campione di acido cloridrico (HCl) che rilascia vapori che reagiscono con vapori di ammoniaca (NH_{3}), producendo un fumo bianco di cloruro d'ammonio (NH_{4})Cl

Il nome deriva dalla partecipazione alla reazione di un reagente, detto acido e un altro detto base. La definizione di questi due concetti, acido e base, è diversa a seconda della teoria utilizzata per definire e modellizzare questo tipo di reazione, teoria che si è evoluta col tempo, partendo da un approccio empirico e sperimentale fino alle più recenti definizioni, sempre più generali, legate al modello molecolare ad orbitali.
Un esempio di reazione acido-base è quella che avviene tra bicarbonato di sodio e acido acetico, con produzione di acetato di sodio:
CH3COOH + NaHCO3 → CH3COONa + H2O + CO2

## Differenza (convenzionale) tra reazioni acido-base e reazioni di ossido-riduzione
Le reazioni acido-base si differenziano da quelle di ossido-riduzione per la variazione dello stato di ossidazione di almeno un elemento coinvolto nella reazione.
Poiché l'assegnazione dello stato d'ossidazione (detto anche "numero di ossidazione") teoricamente è convenzionale, anche la variazione dello stato di ossidazione e quindi la distinzione tra reazioni acido-base e reazioni d'ossido-riduzione sono convenzionali. Nella pratica però gli stati d'ossidazione vengono assegnati con un unico metodo convenzionale, e quindi queste due fondamentali tipologie di reazioni chimiche costituiscono un ben noto e importante metodo di classificazione univoco delle reazioni chimiche.

## Comuni teorie e definizioni di acido-base
Come detto vi sono varie teorie riguardanti le reazioni acido base (e relative definizioni dei concetti di acido e base), che si è evoluta col tempo, partendo da un approccio empirico e sperimentale fino alle più recenti definizioni, sempre più generali, legate al modello atomico ad orbitali.
Tra le più comuni vi sono, in ordine cronologico:

### Teoria di Arrhenius

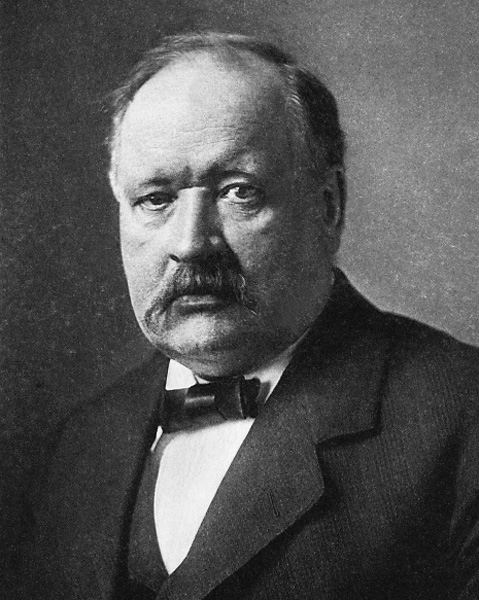
Svante Arrhenius

Questa teoria è stata sviluppata, da Svante Arrhenius nel 1884, per le soluzioni acquose e quindi ha in tale ambito la maggiore applicabilità e utilità.
Secondo la teoria acido-base di Arrhenius, 
- un acido è una sostanza che in soluzione acquosa libera ioni idrone ( H+ )
- una base è una sostanza che in soluzione acquosa libera ioni idrossido ( OH- )

### Teoria di Brønsted-Lowry
Questa teoria, sviluppata da Johannes Nicolaus Brønsted e Thomas Martin Lowry nel 1923, estende le definizioni di acido e base a quelle sostanze di cui non è possibile o non è pratico valutare il comportamento in acqua.
Secondo la teoria acido-base di Brønsted-Lowry,
- un acido è una sostanza capace di donare uno o più ioni idrone ( H+ ) a una base
- una base è una sostanza capace di accettare uno o più ioni idrone ( H+ ) da un acido

Una reazione acido-base è quindi una reazione di una specie chimica che trasferisce protoni ad un'altra specie capace di accettarli. In tale reazione l'acido si trasforma nella propria base coniugata. Pertanto viene introdotto il concetto di complementarità tra acido e base, dato che l'acido non è tale se non in presenza di una controparte cui donare il proprio ione H+, e la base non è tale se non in presenza di una controparte da cui accettare uno ione H+. Una sostanza non è quindi acida o basica in assoluto, ma relativamente alla reazione considerata.

### Teoria di Lewis
Questa teoria, sviluppata da Gilbert Newton Lewis anch'essa nel 1923, è legata al modello atomico ad orbitali. Estende ulteriormente le definizioni di acido e base, riuscendo così a spiegare l'acidità di sostanze come ZnCl2, BF3, AlF3, BH3  e la basicità di sostanze come PCl3 o Br2, che non sono spiegabili con la Teoria di Brønsted-Lowry.
Secondo la teoria acido-base di Lewis,
- un acido è una sostanza capace di accettare un doppietto elettronico da un'altra specie chimica.
- una base è una sostanza capace di donare un doppietto elettronico a un'altra specie chimica.

Simile alla teoria di Brønsted-Lowry, sostituisce al trasferimento dello ione H+ il trasferimento in senso inverso di un doppietto elettronico.
Sono quindi acidi anche composti come il cloruro di alluminio ed il borano, che presentano nella loro struttura un orbitale vuoto capace di alloggiare un doppietto elettronico proveniente da una molecola donatrice, la base, e legarsi quindi ad essa tramite un legame dativo. Viceversa sono quindi basi anche composti come il tricloruro di fosforo o la piridina, che presentano nella loro struttura un doppietto elettronico non condiviso che possono trasferire ad una molecola accettrice, l'acido, e legarsi quindi ad essa tramite un legame dativo.
Gli acidi di Lewis sono noti in chimica organica anche come reagenti elettrofili, mentre le basi di Lewis anche come reagenti nucleofili.

## Relatività dei concetti di acido e base
Come indicato sopra, secondo la teoria acido-base di Brønsted-Lowry e quella di Lewis, una certa sostanza chimica non è definita come acida o basica in senso assoluto, ma in relazione alla sostanza con la quale trasferisce uno ione H+ o un doppietto elettronico e quindi relativamente a una specifica reazione.
Quindi anche se una sostanza ha comportamento acido in alcune reazioni (e magari nel suo nome compare la parola acido) può avere un comportamento differente (persino uno basico) in altre. Viceversa una sostanza che ha comportamento basico in alcune reazioni può avere un comportamento differente (persino uno acido) in altre. Un esempio su tutti è quello relativo alla reazione acido-base sfruttata in chimica organica per effettuare la nitrazione tramite sostituzione elettrofila aromatica:
H2SO4 + HNO3 → NO2+ + HSO4- + H2O
dove l'acido solforico H2SO4 (acido più forte) protona l'acido nitrico HNO3 (acido meno forte che funge da base) formando lo ione nitronio NO2+, che è la specie nitrante, e acqua H2O.